# Sandra Mondaini
Sandra Mondaini (* 1. September 1931 in Mailand; † 21. September 2010 ebenda) war eine italienische Schauspielerin und Fernsehmoderatorin.

## Leben
Sandra Mondaini wurde 1931 als Tochter des italienischen Künstlers, Schriftstellers und Drehbuchautors Giacinto Mondaini in Mailand geboren und wurde schon im Alter von 6 Monaten das erste Mal für eine Werbung gegen Tuberkulose vor die Kamera gestellt. Ihr Theaterdebüt gab sie 1949 im Theater Olimpo in Mailand, ihre erste Filmrolle hatte sie 1953 in Camillo Mastrocinques Film Attanasio cavallo vanesio. Bekannt wurde sie durch verschiedene italienische Fernsehsendungen, wie Tante scuse, Di nuovo tante scuse, Attenti a noi due, Sandra e Raimondo Show und Stasera niente di nuovo, die sie gemeinsam mit ihrem Ehemann Raimondo Vianello moderierte, den sie zuvor 1962 geheiratet hatte. Von 1988 bis 2007 besetzte sie eine Hauptrolle in der italienischen Sitcom Casa Vianello.
Sie starb am 21. September 2010 im Alter von 79 Jahren in Mailand.

## Filmografie
- 1953: Attanasio cavallo vanesio
- 1954: Ridere! Ridere! Ridere!

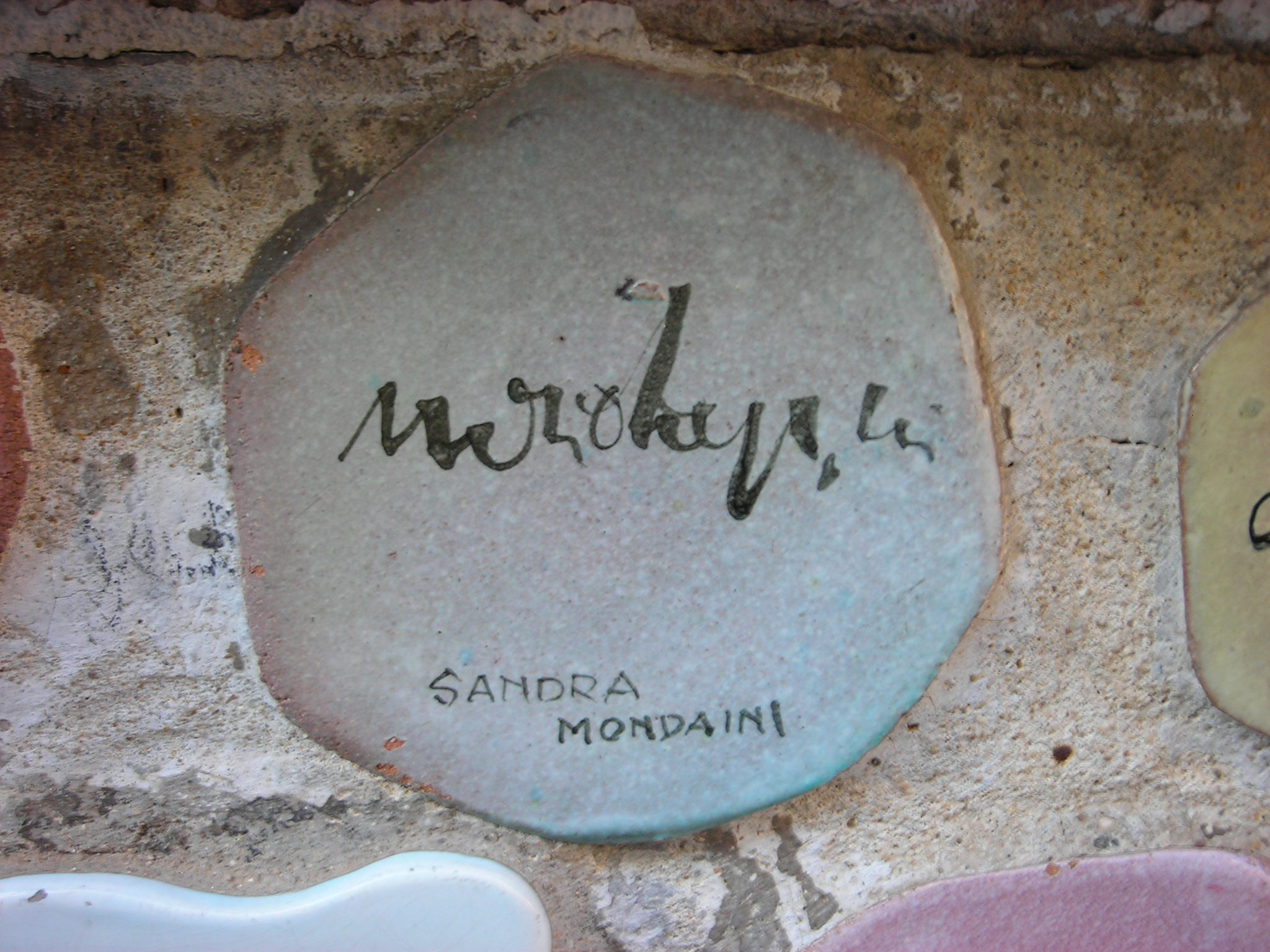
Mauerstein in Alassio mit Mondainis Autogramm

- 1955: No, no, Nanette (Fernsehfilm)
- 1955: Io piaccio
- 1955: Il campanile d'oro
- 1955: Motivo in maschera
- 1957: Susanna, süß wie Sahne (Susanna tutta panna)
- 1958: La ragazza indiavolata (Fernsehfilm)
- 1958: Il gatto in cantina (Fernsehfilm)
- 1958: Le dritte
- 1960: Un mandarino per Teo
- 1960: Le olimpiadi dei mariti
- 1960: Tom Jones (Fernsehserie)
- 1960: Noi siamo due evasi
- 1960: Caccia al marito
- 1960: Ferragosto in bikini
- 1961: Scandali al mare
- 1961: La ragazza sotto il lenzuolo
- 1961: Bellezze sulla spiaggia
- 1961: Maciste contro Ercole nella valle dei guai
- 1961: Die prächtigen Sieben (Le magnifiche sette)
- 1961: Siamo tutti pomicioni
- 1963: La donna degli altri è sempre più bella
- 1963: Il giorno più corto
- 1963: Le motorizzate
- 1963: Principesse Violini e Champagne (Fernsehserie)
- 1964: Biblioteca di Studio Uno: Il fornaretto di Venezia (Fernsehfilm)
- 1964: Biblioteca di Studio Uno: Odissea (Fernsehfilm)
- 1964: I maniaci
- 1964: Eine Leiche für die Dame (Cadavere per signora)
- 1965: Questo pazzo, pazzo mondo della canzone
- 1966: Mi vedrai tornare
- 1966: Veneri in collegio
- 1966: Spiaggia libera
- 1969: La donna di cuori (Fernsehserie)
- 1982: Sbirulino
- 1996: Caro maestro (Fernsehserie)
- 1997: Caro maestro 2 (Fernsehserie)
- 1996: Cascina Vianello (Fernsehserie)
- 1997: I misteri di Cascina Vianello (Fernsehserie)
- 1988–2007: Casa Vianello (Fernsehserie)
- 2008: Crociera Vianello (Fernsehserie)